# Ramón Alberto Garza García
Ramón Alberto Garza García (Monterrey, Nuevo León, 9 de enero de 1956) es un periodista mexicano, actual editorialista del sitio Código Magenta.
Garza fundó el periódico Reporte Índigo (2006), fungió como vicepresidente de Televisa y presidente de Editorial Televisa (2000-2001) y director editorial de los diarios Reforma (1993-2000) y El Universal (2002).

## Trayectoria
Es Licenciado en Ciencias de la Comunicación por el Instituto Tecnológico y de Estudios Superiores de Monterrey (ITESM). Cursó periodismo, ciencias políticas y sistemas en la Universidad de Texas, en Austin, donde se desempeñó como editor y editorialista para el periódico The Daily Texan.
Inició su carrera en 1973, cuando ingresó como reportero investigador al diario El Norte. En 1982, fue designado director editorial del diario.
Durante los 18 años en los que Ramón Alberto fungió como director general editorial, El Norte fue reconocido con 18 premios internacionales por sus trabajos de periodismo de investigación, ayuda a la comunidad y por la defensa de los derechos humanos en América Latina, además de reconocimientos por su diseño de avanzada y fotografía.
En 1990 fue director Editorial fundador de Infosel, el servicio de información financiera en tiempo real, que más tarde se transformaría en Terra México. En 1993 fue nombrado director general editorial del diario Reforma que inició su publicación el 20 de noviembre de ese año en la Ciudad de México. En 1997 fue director fundador del diario Palabra en Saltillo, y en 1998 del diario Mural en Guadalajara. En octubre de 1996 recibió la máxima distinción que la academia de los Estados Unidos otorga a un periodista extranjero, el premio María Moors Cabot, otorgado por la Universidad de Columbia, en Nueva York, como un reconocimiento por su defensa de los derechos humanos y la promoción del periodismo de investigación en América Latina.
En febrero del 2000 fue designado vicepresidente de Televisa y en septiembre del ese año presidente de Editorial Televisa, el más importante grupo de medios impresos en el mundo de habla hispana, con 44 millones de títulos vendidos anualmente. En junio del 2001 funda en México, con el escritor Gabriel García Márquez y Emilio Azcárraga Jean, la revista Cambio.
En febrero de 2002 asume la vicepresidencia y dirección general editorial del diario El Universal, que deja a finales de ese año.
En octubre del 2004 funda Índigo, un centro de inteligencia y asesoría política y, en 2006, inicia la publicación digital de Reporte Índigo, la primera experiencia de comunicación virtual multimedia en México dedicada al entendimiento de temas de alto impacto político, económico y social. En 2012, lanza la edición impresa de Reporte Índigo, galardonado con varios premios a la excelencia en Diseño, otorgados por las Society for News Design. 
Ramón Alberto ha sido maestro de periodismo y opinión pública, profesor invitado en mercadotecnia y en el programa emprendedor del Tecnológico de Monterrey.
En febrero de 2016, funda Código Magenta, un medio digital de noticias que se especializa en análisis político, del que actualmente es presidente y director general.